# Medaglia commemorativa della restaurazione dell'autorità pontificia
La medaglia commemorativa della restaurazione dell'Autorità pontificia (detta anche medaglia dell'assedio di Roma) venne istituita da papa Pio IX nel 1850.
La medaglia venne creata nel 1850 e distribuita dal pontefice a tutti i soldati delle potenze alleate di Austria, Spagna e Regno di Napoli che contribuirono al ritorno del papa sul suo trono dopo i moti del 1848 e dopo la parentesi della Repubblica Romana.

## Insegne
La  medaglia consiste in un tondo di bronzo riportante sul diritto le chiavi decussate e il triregno (simboli pontifici) attorniati da una corona d'alloro e dalla scritta "SEDES APOSTOLICA ROMANA". Il retro riporta la scritta "PIVS IX PONT. MAX. ROMAE RESTITVTVS CATHOLICIS ARMIS COLLATIS AN. MDCCCXLIX" (Pio IX Pontefice Massimo ritornato a Roma con l'unione delle forze armate cattoliche anno 1849) al centro, sormontata da un fiore e terminante con un divisorio filiforme.
Il nastro è giallo bordato di bianco e riprendere i colori della bandiera pontificia.